# Marion (Wisconsin)
Marion é uma cidade localizada no estado norte-americano de Wisconsin, no Condado de Shawano e Condado de Waupaca.

## Demografia
Segundo o censo norte-americano de 2000, a sua população era de 1297 habitantes.
Em 2006, foi estimada uma população de 1242, um decréscimo de 55 (-4.2%).

## Geografia
De acordo com o United States Census Bureau tem uma área de
5,7 km², dos quais 5,5 km² cobertos por terra e 0,2 km² cobertos por água. Marion localiza-se a aproximadamente 281 m acima do nível do mar.

## Localidades na vizinhança
O diagrama seguinte representa as localidades num raio de 20 km ao redor de Marion.